# Список графов и герцогов Мэна
Граф дю Мэн (фр. comtes du Maine) — титул правителя средневекового французского графства Мэн.

## Графы дю Мэн

### Первые графы
В VIII веке упоминаются 2 графа Мана, родственники Робертинов:
- Роже, граф Мана в 710 и в 724.
- Эрве, сын предыдущего, граф Мана в 748.

### Первый дом графов дю Мэн (Роргониды)
- 832—839: Роргон I (ум. 839/840), граф дю Мэн, граф Ренна с 819, сын Гозлена I.
- 839—849: Гозберт (ум. 849), граф дю Мэн, брат предыдущего.
- 849—865: Роргон II (ум. 865), граф дю Мэн, племянник предыдущего, сын Роргона I.
- 865—878: Гозфрид (ум. 878), граф дю Мэн, маркиз Нейстрии, брат предыдущего.
- 878—885: Рагенольд (ум. 885), граф д’Эрбо, граф дю Мэн, маркиз Нейстрии, правнук Роргона I

После смерти Рагенольда император Карл III Толстый передал графство Мэн Роже, ставшего родоначальником второго дома графов дю Мэн (Гугонидов). В конце IX — начале X веков с ним и его сыном спорил сын Гозфрида, Гозлен II.

### Период борьбы между Роргонидами и Гугонидами
- 886—893: Роже (ум. 900), граф дю Мэн, назначен графом императором Карлом III Толстым в 886 году, но смещен в 893 году королём Эдом
- 893—895: Гозлен II (ум. 914), граф дю Мэн, сын Гозфрида, графа дю Мэн, назначен королём Эдом, но удержать его не смог.
- 895—900: Роже (ум. 900), граф дю Мэн, вторично

### Второй дом графов дю Мэн (Гугониды)
- 900—950: Гуго I (ум. 940), граф дю Мэн, сын графа Роже дю Мэна
- 950—992: Гуго II (ум. 992), граф дю Мэн, сын предыдущего
- 992—1014/1016: Гуго III (ум. 1014/1016), граф дю Мэн, сын предыдущего
- 1014/1016—1035 : Герберт I (ум. 1035), граф дю Мэн, сын предыдущего
- 1035—1051: Гуго IV (ум. 1051), граф дю Мэн, сын предыдущего.
  - 1051—1060: Мэн захвачен графом Анжуйским Жоффруа II Мартелом
- 1051—1062: Герберт II (ум. 1062), граф дю Мэн (формально), сын предыдущего

Бездетный Герберт II завещал Мэн Вильгельму Завоевателю, но мэнская знать восстала и признала графом дядю Герберта II.

### Борьба за Мэнское наследство
- 1062—1063: Готье I де Вексен (ум. 1063), граф Вексена и Амьена с 1035, муж Биоты дю Мэн, дочери графа Герберта I

Вильгельм Завоеватель назначил графом своего старшего сына Роберта вместо смещенного графа Готье, умершего в заключении при невыясненных обстоятельствах.
- 1063—1069: Роберт I Куртгёз (ок. 1054—1134), герцог Нормандии 1087—1106, сын Вильгельма Завоевателя

В 1069 году графство перешло к другому наследнику.
- 1069—1093: Гуго V д’Эсте (ум. 1097), сын Аццо II д’Эсте и Герсенды дю Мэн, внучке графа Герберта I. В 1093 году он продал Мэн своему кузену Эли I де Божанси
- 1093—1110: Эли I де Божанси (ум. 1110), сына Ланселена де Божанси, сеньора де Ла Флеш, и Паулы дю Мэн, внучке графа Герберта I
- 1110—1126: Эрембурга (1091—1126), дочь предыдущего, жена Фулька V Анжуйского.

### 1-й Анжуйский Дом (Гатине-Анжу,Плантагенеты)

Герб Фулька V Молодого

Герб Жоффруа V Плантагенета

- 1110—1129: Фульк V Молодой (1095—1143), граф Анжу, король Иерусалима, муж предыдущей
- 129—1151: Жоффруа I Красивый (1113—1151), граф Анжу, герцог Нормандии, сын предыдущего
- 1151—1151: Эли II дю Мэн, брат предыдущего
- 1151—1189: Генрих I Плантагенет (1133—1189), король Англии, сын Жоффруа I
  - 1156—1158: Жоффруа II (1134—1158), граф Анжу
- 1169—1183: Генрих II Молодой (1155—1183), граф Анжу
- 1183—1199: Ричард I Львиное Сердце (1157—1199), король Англии
- 1199—1204: Иоанн Безземельный (1167—1219), король Англии

В 1204 году король Франции Филипп II Август конфисковал Анжу и Мэн, и присоединив их к королевскому домену.

### 1-й Анжуйский домиздинастии Капетингов

Герб графов Анжуйских из дома Капетингов

- Жан Тристан (1219—1232), сын Людовика VIII Льва, короля Франции, носил только титул
- 1246—1285: Карл I Анжуйский (1226—1285), также король Сицилии, затем король Неаполя, брат предыдущего
- 1285—1290: Карл II (1254—1309), король Неаполя, сын предыдущего
  - в 1290 году он отдаёт Анжу и Мэн в приданое своей дочери, ставшей женой Карла де Валуа
- 1290—1299: Маргарита Анжуйская (1273—1299), дочь предыдущего

### Династия Валуа
- 1290—1325: Карл III де Валуа (1270—1325), сын Филиппа III, короля Франции, муж предыдущей
- 1325—1328: Филипп де Валуа (1293—1350), сын предыдущей
  - В 1328 году Филипп де Валуа становится королём Франции под именем Филипп VI и присоединяет Анжу и Мэн к королевскому домену

### Анжу-Сицилийский домиздинастии Валуа

Герб герцогов Анжуйских

- 1350—1384: Людовик I Анжуйский (1339—1384), титулярный король Неаполя с 1382 года, граф Прованса, граф (с 1360 герцог) Анжу, сын короля Иоанна II Доброго
- 1384—1417: Людовик II Анжуйский (1377—1417), титулярный король Неаполя с 1384 года, граф Прованса, герцог Анжу, сын предыдущего
- 1417—1434: Людовик III Анжуйский (1403—1434), титулярный король Неаполя с 1417 года, граф Прованса, герцог Анжу, сын предыдущего
- 1434—1472: Карл IV дю Мэн (1414—1472), сын предыдущего
- 1472—1481: Карл V дю Мэн (1436—1481), титулярный король Неаполя с 1480 года, граф Прованса, герцог Анжу, сын предыдущего

После смерти Карла V (1481) Анжу и Мэн присоединены к королевскому домену.

## Герцоги дю Мэн (апанаж)

### Бурбоны
В 1670 году король Франции Людовик XIV сделал Мэн герцогством и выделил в качестве апанажа своему незаконному сыну от Франсуазы-Атенаис де Рошешуар де Мортемар (1641—1707), маркизы де Монтеспан:
- 1670—1736: Луи-Огюст де Бурбон (1670—1736), герцог дю Мэн